# Psephidonus debilis
Psephidonus debilis är en skalbaggsart som beskrevs av Thomas Casey 1893. Psephidonus debilis ingår i släktet Psephidonus och familjen kortvingar. Inga underarter finns listade i Catalogue of Life.